# Campo San Barnaba
Le Campo San Barnaba est une place de Venise, située dans le sestiere de Dorsoduro.
Elle est située le long du parcours qui relie le quartier au Pont de l'Accademia par la Piazzale Roma. Elle est dominée par la masse de l'église San-Barnaba, qui, avec son imposante façade néoclassique, occupe tout le côté sud du Campo.

## Cinéma
Par ses caractéristiques très scénographiques, le campo a été très souvent utilisé comme lieu de tournage de cinéma. Parmi les films les plus célèbres, Vacances à Venise de David Lean, avec Katharine Hepburn et Rossano Brazzi (scène où le protagoniste tombe dans l'eau dans le canal), et Indiana Jones et la Dernière Croisade, avec Harrison Ford (scène où le protagoniste explore le sous-sol de l'église, en réalité inexistant).

## Évènement historique
En janvier 1441 a eu lieu ici un curieux et pompeux spectacle. Près d'un pont, avec des bateaux sur le canal voisin, il y avait une course de chevaux pour célébrer le mariage entre le fils du doge Francesco Foscari, Jacopo et Lucrezia Contarini. Ce curieux cortège a suivi l'arrivée du Bucentaure avec à bord 150 dames, suivi par tous les bateaux de la noblesse. Le cortège a escorté la mariée jusqu'au Palais des Doges.